# Hellmuthia membranacea
Hellmuthia membranacea là loài thực vật có hoa trong họ Cói. Loài này được (Thunb.) R.W.Haines & Lye mô tả khoa học đầu tiên năm 1976.